# Bisdom Gary
Het bisdom Gary (Latijn: Dioecesis Gariensis) is een rooms-katholiek bisdom met als zetel Gary, in de Amerikaanse staat Indiana. Het bisdom is suffragaan aan het aartsbisdom Indianapolis. 

## Geschiedenis
Het bisdom werd opgericht op 10 december 1956, uit delen van het bisdom Fort Wayne.  

## Parochies
Het bisdom had in 2021 een oppervlakte van 4.680 km2 en telde 790.670 inwoners waarvan 20,6% rooms-katholiek was.

## Bisschoppen
- Andrew Gregory Grutka (29 december 1956 - 9 juli 1984)
- Norbert Felix Gaughan (24 juli 1984 - 1 juni 1996)
- Dale Joseph Melczek (1 juni 1996 - 24 november 2014; coadjutor sinds 28 oktober 1995, apostolisch administrator sinds 19 augustus 1992)
- Donald Joseph Hying (24 november 2014 - 25 april 2019)
- Robert John McClory (26 november 2019 - heden)

## Galerij van afbeeldingen

Wapen van het bisdom
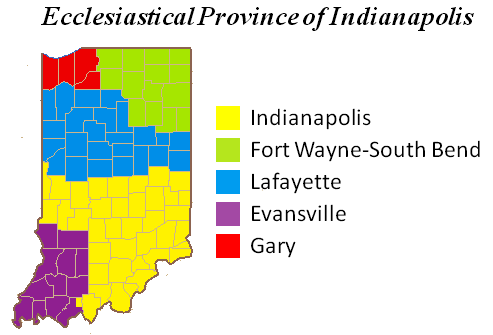
Kerkprovincie met aartsbisdom en suffragane bisdommen

Indianapolis (aartsbisdom) · Evansville · Fort Wayne-South Bend · Gary · Lafayette in Indiana